# Síndrome de Nezelof
El síndrome de Nezelof, es una enfermedad rara que se incluye dentro de las inmunodeficiencias, grupo de trastornos en los que existe una deficiencia en la función inmune, y por lo tanto predisposición a las infecciones.

## Historia
La primera descripción fue realizada por el pediatra francés Christian Nezelof en el año 1964. En la última clasificación internacional de enfermedades (CIE-10), se incluyó dentro de las inmunodeficiencias combinadas.

## Síntomas
Se caracteriza por falta de desarrollo del timo, con déficit de la inmunidad celular. Los niveles de inmunoglobulinas son normales, sin embargo su función es deficiente, por lo cual existe también déficit de inmunidad humoral.